# Rochedo Grace

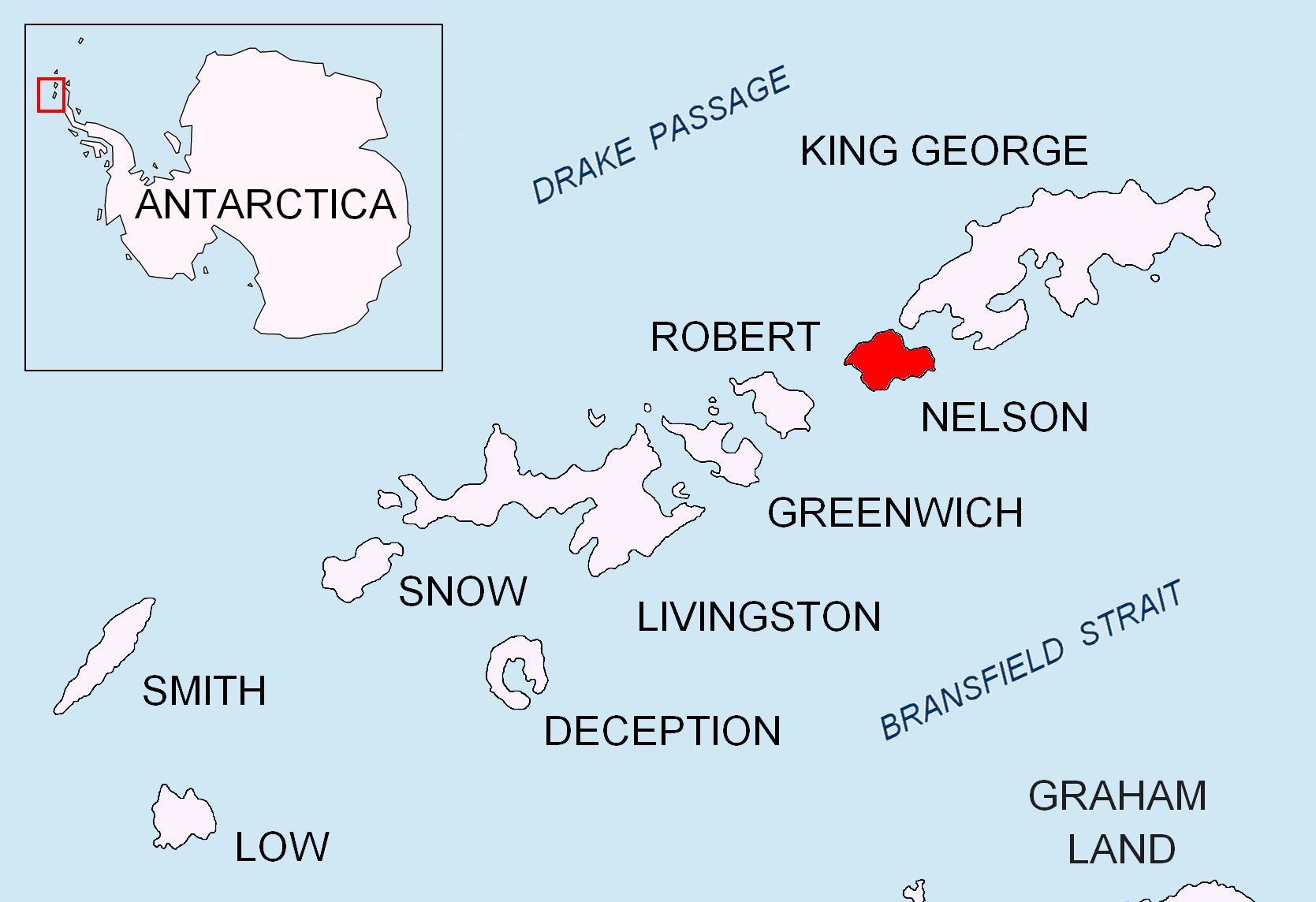
Localização da Ilha Nelson nas Ilhas Shetland do Sul.

O Rochedo Grace (62° 22′ S, 59° 01′ O) é um rochedo situado a 1,73 km fora da costa sudeste da Ilha Nelson nas Ilhas Shetland do Sul, Antártica. Nomeado pelo Comitê de Nomes de Lugar Antárticos do Reino Unido (UK-APC) em 1961 recebeu o nome do navio caçador de focas britânico Grace (Capitão Rowe) de Plymouth, que visitou as Ilhas Shetland do Sul em 1821-22.

## Mapa
- South Shetland Islands. Scale 1:200000 topographic map No. 3373. DOS 610 - W 62 58. Tolworth, UK, 1968.